# Marcos Arturia
Marcos Arturia (San Martín, provincia de Mendoza, Argentina, 8 de febrero de 1998) es un futbolista argentino. Juega como delantero en el CA Banfield de la Primera División de Argentina. Es hermano del también futbolista Gastón Arturia.

## Trayectoria
El "Laucha”, como se lo conoce en el este mendocino, llegó a Talleres a principios del 2016 y, antes, jugó en Deportivo Español (8.ª División), Atlético Club San Martín y Club Social y Deportivo Montecaseros (inferiores y Torneo Federal B).
En Talleres se destacó mayormente en 5.ª División, aunque también lo hizo en 4.ª. Convirtió 10 goles en todo el año y se ubicó sexto en la tabla de máximos anotadores de Talleres. También participó en la temporada de la Primera local, para la cual aportó 4 goles, ubicándose en el podio de los máximos artilleros.
Llegó a formar parte del banco de suplentes del primer equipo en el amistoso de invierno ante Racing de Nueva Italia y en el verano hizo su primera pretemporada con el plantel superior.
En 2017, Lucas Bovaglio, DT de la Reserva de AFA, lo tuvo en cuenta y jugó 7 de los 14 partidos del semestre (todos como titular). Sumó 600 minutos en cancha, no marcó goles y dio una asistencia. Ese año se coronó campeón del Torneo de Reserva con Talleres.
En 2018 fue parte del plantel que disputó la Copa Libertadores Sub-20 en Uruguay.

## Clubes
| Club                        | País      | Año           |
| --------------------------- | --------- | ------------- |
| Talleres (C)                | Argentina | 2018-2024     |
| Villa Dálmine (préstamo)    | Argentina | 2019-2020     |
| Estudiantes (RC) (préstamo) | Argentina | 2021-2023     |
| San Martín (SJ) (préstamo)  | Argentina | 2023-2024     |
| Temperley (préstamo)        | Argentina | 2024          |
| CA Banfield                 | Argentina | 2025-presente |

## Palmarés
| Título            | Club         | País      | Año  |
| ----------------- | ------------ | --------- | ---- |
| Torneo de Reserva | Talleres (C) | Argentina | 2017 |